# Pleurocera annulifera
Pleurocera annulifera är en snäckart som först beskrevs av Conrad 1834.  Pleurocera annulifera ingår i släktet Pleurocera och familjen Pleuroceridae. IUCN kategoriserar arten globalt som sårbar. Inga underarter finns listade i Catalogue of Life.